# Locone
A Locone egy rövid olaszországi folyó. A Dauniai-szubappenninekben ered Spinazzola mellett, majd Canosa di Puglia mellett az Ofanto folyóba torkollik. Felduzzasztásával alakították ki Minervino Murge település közelében a Locone-tavat.